# Васил Сапунджиев
Васил Апостолов Сапунджиев е български лекар и революционер, деец на Вътрешната македоно-одринска революционна организация.

## Биография
Сапунджиев е роден на 18 август 1880 година в голямото българско костурско село Осничани, тогава в Османската империя, днес Кастанофито, Гърция. В 1903 година завършва медицина в Атинския университет, полага успешно необходимия колоквиум в Цариград, и става екзархийски училищен лекар в Лерин. Влиза във ВМОРО и оглавява градския и става член на околийския революционен комитет от 1904 до 1906 година. Властите го следят отблизо и често е интерниран в околните на Лерин села. Правени са опити да бъде убит. В края на 1907 година е принуден да бяга в България.
В България на 8 октомври 1907 година полага държавен изпит в София и е назначен за лекар в Пирдоп, където престоява една година и след това окончателно се установява в Дупница.
Участва в Първата световна война като санитарен подпоручик, дружинен лекар в Четиридесет и шести пехотен добрички полк. За бойни отличия и заслуги във войната е награден с орден „За военна заслуга“.
Участва като делегат на Дупнишкото македонско братство в обединителния конгрес на Македонската федеративна организация и Съюза на македонските емигрантски организации от януари 1923 година.
Васил Сапунджиев умира в Дупница след тежко боледуване на 17 януари 1939 година. Преди смъртта си завещава на дупнишкото читалище 100 000 лева.
Погребан е в София. Погребан е в Централните софийски гробища.